# Archelao di Cappadocia

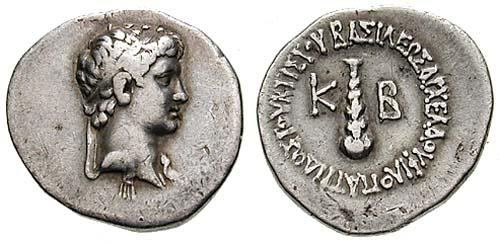
Dracma di Archelao

Archelao (in greco antico: Αρχέλαος?, Archélaos; ... – 17), nato con il nome di Sisine (in greco antico: Σισίνης?, Sisínes) e conosciuto nella storiografia moderna come Archelao di Cappadocia, è stato un sovrano cappadocico, ultimo re di Cappadocia dal 36 a.C. e re di Sofene dal 20 a.C. alla sua morte.

## Origine
Archelao Philopatris Ktistēs Sōtēr era il secondo figlio di Archelao, sommo sacerdote di Bellona nel santuario di Comana, e di una certa Glafira rinomata per la sua bellezza. Il nonno paterno, anche lui chiamato Archelao aveva tentato di regnare sull'Egitto con la sua sposa Berenice IV, ma venne ucciso in battaglia contro le forze di Aulo Gabinio, governatore romano della Siria, nel gennaio o febbraio del 55 a.C. Mentre il bisnonno, padre del precedente, ugualmente chiamato Archelao, era il celebre generale di Mitridate VI.

## Cliente di Roma
Nel 36 a.C. Archelao fu nominato re di Cappadocia dal triumviro Marco Antonio, onde rimpiazzare Ariarate X di Cappadocia, l'ultimo rappresentante della famiglia del re di Cappadocia e cliente di Roma Ariobarzane I Filoromano. A testimonianza della sua riconoscenza, egli fornì truppe a Marco Antonio per le sue sfortunate spedizioni contro i Parti.
Archelao non esitò ad abbandonare il suo benefattore nella battaglia di Azio. Egli comunque ottenne allora una parte della Cilicia e dell'Armenia minore o Sofene. Archelao non era molto stimato tra i suoi sudditi, i quali mossero accuse contro di lui a Roma, difeso in quell'occasione dall'imperatore romano Tiberio.
Aiutò Tiberio a stabilire in Armenia Tigrane V Erode, figlio di sua figlia Glafira e di Alessandro, figlio del re di Giudea Erode il Grande, però si attirò il risentimento di Tiberio che gli rimproverò d'essere stato fedele al giovane Gaio Giulio Cesare Vipsaniano, il primo erede di Augusto morto nel 4.
Archelao aveva sposato dopo l'8 Pitodorida del Ponto, la vedova di Polemone I del Ponto che governava questo regno vassallo di Roma a nome dei suoi figli minori. Questa alleanza tra due sovrani clienti genera la diffidenza di Roma.
In seguito alle difficoltà con i suoi sudditi, Archelao viene convocato a Roma dove dovrà rispondere davanti al senato dei tumulti nei suoi stati da lui suscitati. Non venne condannato a morte, ma Tiberio lo fa mettere in prigione laddove morirà il 17 d.C., dopo un regno durato 52 anni.
La Cappadocia viene allora trasformata in provincia romana.
Di Archelao si diceva che fosse stato autore di un'opera geografica, e di avere scritto trattati Sulle pietre e Sui fiumi; del suo interesse per l'erudizione è, comunque, testimonianza il fatto che il grammatico Conone gli dedicò un'operetta di racconti desunti dal mito o dall'aneddotica.

## Discendenza
Uno dei suoi figli fu il re Archelao di Cilicia, sovrano della Cilicia Trachea dal 17 al 36.
Sua figlia Glafira sposò il principe Alessandro, uno dei due figli di Erode il Grande e di Mariamne l'Asmonea, giustiziata da suo padre. Sarà la madre del re d'Armenia Tigrane V e di un principe Alessandro, a sua volta padre del re Tigrane VI di Cappadocia, re d'Armenia sotto l'imperatore romano Nerone.
Dopo l'8 a.C., Archelao sposò la regina Pitodorida del Ponto, diventando il patrigno dei suoi tre bambini avuti dal primo matrimonio. Pitodorida rimase sposata ad Archelao fino alla di lui morte senza avere figli, e successivamente ritornò nel Ponto dalla sua famiglia.

### Fonti classiche
- Cassio Dione, xlix. 32-51
- Strabone, xii. p. 540
- Svetonio, Tiberius, 37, Caligula, 1
- Tacito, Ann. ii. 42
- (EN) Hugh Chisholm (a cura di), Archelaus of Cappadocia, in Enciclopedia Britannica, XI, Cambridge University Press, 1911.